# ياسمين كي.
ياسمين كي. (بالألمانية: Yasmin K.)‏ (و. 1986  م) هي مغنية ألمانية، ولدت في سانت لوسيا.

## وصلات خارجية
- ياسمين كي. على موقع IMDb (الإنجليزية)
- ياسمين كي. على موقع ميوزك برينز (الإنجليزية)
- ياسمين كي. على موقع ديسكوغز (الإنجليزية)

- ياسمين كي. في قاعدة بيانات الأفلام على الإنترنت